# 金斯里弗鎮區 (阿肯色州卡羅爾縣)
金斯里弗鎮區（英語：King's River Township）是位於美國阿肯色州卡羅爾縣的一個行政鎮區。

## 地方資料
根據2010年美國人口普查的數據，金斯里弗鎮區的面積為38.80平方千米，當中陸地面積為38.80平方千米，而水域面積為0.00平方千米。當地共有人口625人，而人口密度為每平方千米16人。